# ピマーイ歴史公園
ピマーイ歴史公園（ピマーイれきしこうえん）はタイの歴史公園の一つ。ナコーンラーチャシーマー県ピマーイ郡タムボン・ナイムアンにあり、クメール遺跡を保存している。北緯15°13'・東経102°30'に位置する。

## 概要
ピマーイ遺跡は、アンコールへとつながるクメール古道の重要な終着点の一つ。アンコール遺跡北西260kmに位置し、同じくナコーンラーチャシーマー郊外にあるパノ・ムルン遺跡と、タイ - カンボジア国境にあるプラウィハーン遺跡(プレアヴィヒア遺跡)と並び、タイ国内では屈指のクメール遺跡である。アンコール王朝の主都アンコール・ワットの副都的な役割を担っていたと考えられている。ピマーイ遺跡本堂南側回廊扉枠の石碑文によるとこの地域はもともとヴィマヤプラ（ヴィマヤの町）と呼ばれていたが、現在はピマーイと呼ばれている。

## 歴史

### 建立から衰退まで
多くの建築物は11世紀から12世紀の間、スーリヤヴァルマン1世（在位1011年 - 1050年）によって建てられたと見られている。その後、ジャヤーヴァルマン7世（在位1181年 - 1218年）がピマーイ寺院を大乗仏教寺院に改宗した。また、この遺跡がアンコール・ワットと同じ規模であることを考えると、当時ピマーイにクメール人による大きな勢力があったと考えられる。ジャヤーヴァルマン7世の治世の後、クメール王朝の影響が弱まり、スコータイ王朝が勃興すると、ピマーイの重要性は低下し、衰退した。スコータイ王朝に残る記録からはピマーイの存在を見出すことができない。

### 発見から保存へ
1901年にフランス人の冒険家・地理学者エティエンヌ・エイモニエによって発見された。後の1936年9月27日にはタイ政府がこの遺跡を保存することを決定。1964年から1969年の修復作業にはフランスの専門家チームも参加。1989年4月12日にはプーミポン国王の娘、シリントーン内親王を迎えて開会式が行われ一般に公開されることになった。

## 遺跡
ピマーイ遺跡の特徴は、周辺遺跡ではたいてい東を向いて作られることが多いが、この遺跡は南を向いて作られている。これはおそらくクメール王朝の都であったヤショダラプラ（アンコールの都）に正面を向けて作られたものとみられる。

### プラッププラー
南の公園入り口から入ると左手の外周壁の外側に長方形の建物がある。これが「プラッププラー」である。通称「金庫」（クラン・グン）とも呼ばれている。この建物の役割は王や貴族が祭礼を行う際に用いる控えの間であった。1968年の発掘の際には、ここから神仏像、装飾品、硬貨など多くの遺物が発見され、そのため「金庫」と呼ばれるようになった。

### ナーガの橋

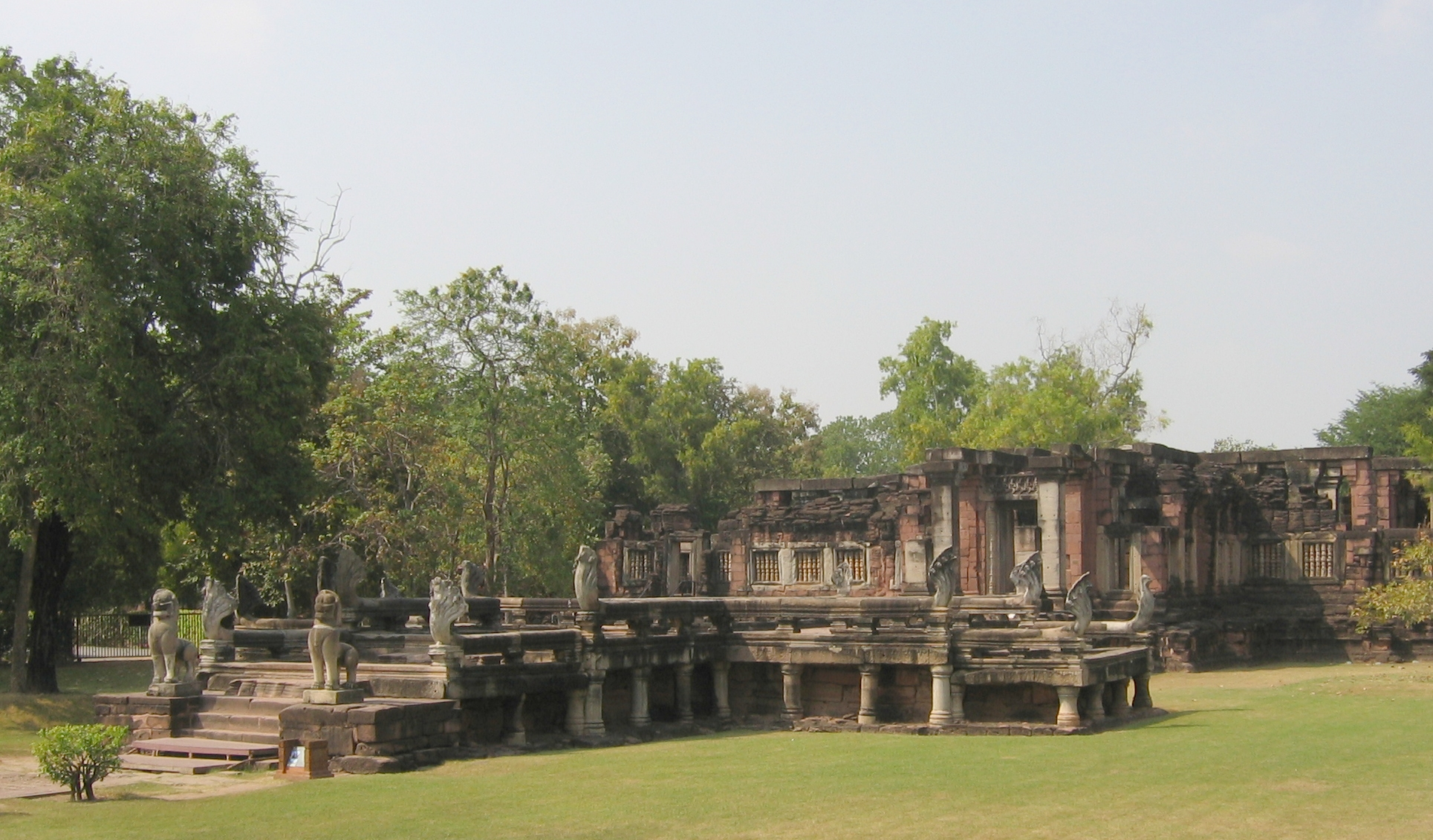
南外縁の塔門前のナーガ橋

南の入り口から入り、塔門に向ってゆくと、塔門の南側に砂岩で作られた十字型の橋がある。これがナーガの橋である。幅4m、長さ31.7m。盛り土の上に作られ、橋の欄干は七頭のナーガで飾られている。この橋は宗教的な聖域に入る一番初めの地点であるために人間界と天界をつなぐ橋とも考えられている。

### 塔門と外周壁
塔門は外周壁（ガムペーンゲーウ）の各四辺の中央部分にある。北側と南側の周壁の門は中央にあるが、西側と東側の門は少し北寄りに設置されている。塔門の平面は十字型をしている。さらに周壁内部は神々の住まう天界と考えられている。

### 参道
参道は砂岩でできており、南側の塔門から中央祀堂を取り囲む内周壁（ラビアンコット）の間に設置されている。参道は地面から1mほど盛り土をして作られ、三つの道が交差し、田の字を成している。修復中に屋根飾りと陶製の瓦片が多く出土したことから、以前は木製の柱で支えられた瓦の屋根があったと見られる。

### 塔門と内周壁
内周壁は砂岩が高く積まれ、中央祀堂を取り囲んでいる。壁はラビアンコトと呼ばれ、特徴は外周壁（ガムペーンゲーウ）に類似している。南側の扉門枠には1108年から1112年までの古クメール語碑文が残っており、神仏像製造、都市建設、当時の貴族の名、そしてクメール王朝の王ダーラニンドラヴァルマン1世（在位1107年-1113年）の名が刻まれている。

### 中央祀堂

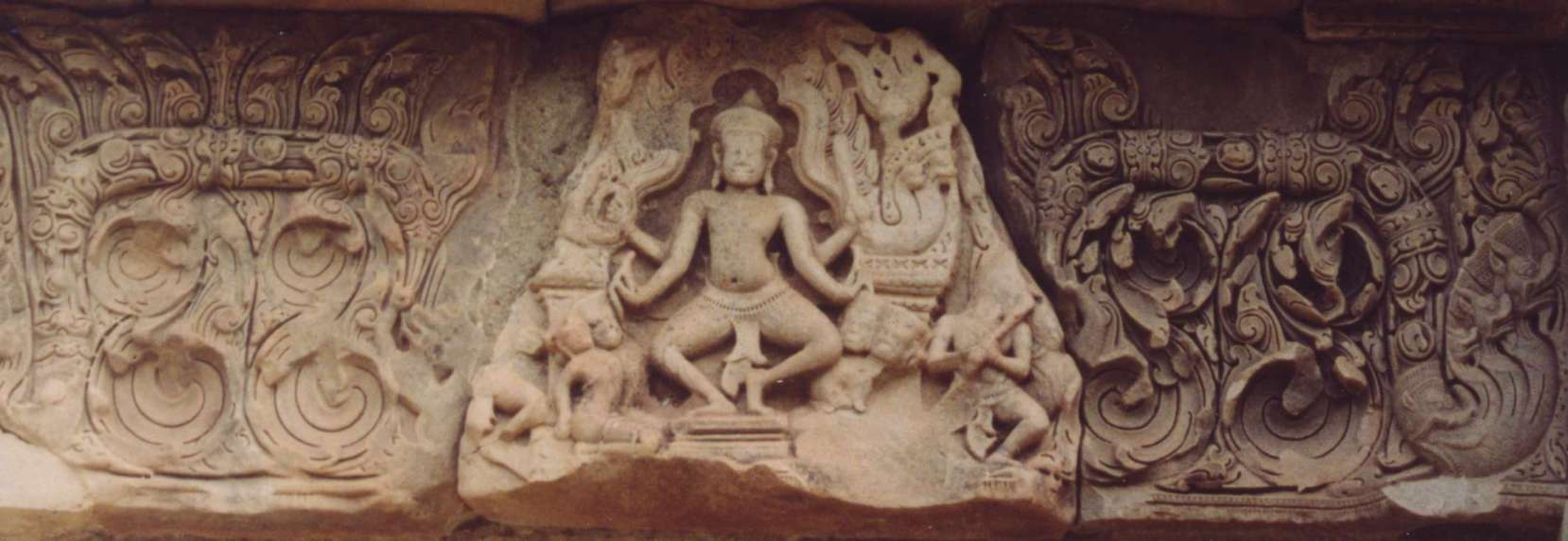
踊るナーラーヤナ神

中央祀堂はピマーイ遺跡において最も大きく重要な建築物であり、11世紀から12世紀ごろに建立されたと考えられている。白色砂岩が使われ、東面が正面になる他の多くのクメール遺跡とは異なり、南面が正面になるように作られている。中央祀堂は礼拝室と仏舎利室の2室で構成されている。祀堂のまぐさ石、屋根飾りにはさまざまな飾り文様が彫りこまれており、ラーマヤナ、仏教説話などをモチーフにしている。また南面にはナタラージャ（シヴァ神）が彫られている。仏舎利室は、カンカルハと呼ばれもっとも大切な礼拝所である。正方形の部屋の北東には、聖水を外に排出するための排水施設（ソーマスートラ）が残っている。

### プラーン・ヒンデーン
プラーンとはクメール式の塔のことであり、訳すると「赤石塔」（ปรางค์หินแดง）。中央祀堂の南西に13世紀頃に建立された。四方にバルコニーを持つ。北向きに入り口と扉枠があり、掲げられている砂岩のまぐさ石には古代叙事詩マハーバーラタの「英雄カルナの猪狩り」が描かれている。他の扉枠は朽ちてしまっており、クメール文様の門支柱しか残っていない。

### バラモン祠
バラモン祠（ホー・プラーム、หอพราหมณ์）は、砂岩とラテライトで構成されており、プラーン・ヒンデーンと同じ基壇の上に建てられている。1950年に砂岩でできたシヴァリンガ7基がこの場所から出土している。そのためこの建物でバラモン教の儀礼が行われた可能性が考えられるが、建物の形状と位置から経蔵（バンナラーイ）として使用された可能性もある。

### プラーン・プロマタット
プラーン・プロマタットは中央祀堂の南東に位置するラテライト石製の塔である。基壇は正方形をしており、四方にバルコニーを持つ。塔の中から二つの重要な彫像が発見されており、一つは砂岩製の大きな座像であり、ジャヤーヴァルマン7世の似姿であると考えられている。地元の人々は仏陀本生譚ジャータカに登場する王の名から「ブラフマダッタ王」（プロマタット）と呼び慣わしている。もう一体の像は膝をついた女性の像である。現在は頭部と腕が失われているが、ジャヤーヴァルマン7世の妃ジャヤーラージャデーヴィー王妃と考えられている。地元の人々はピマーイ民話を元に「オーラピム姫」と呼んでいる。現在、この2体の彫像はピマーイ国立博物館に展示されている。

### 経蔵
中央祀堂の西側外、内周壁（ラビアンコト）と外周壁（ガムペーンゲーウ）の間には、大きさの同じ2棟の砂岩製の建築物があり、経蔵（バンナーライ）と呼ばれている。基壇は四角く、高く積み上げられている。建物の中は長細い部屋になっており、正方形の柱穴跡がある。おそらくは瓦で覆われた木製の屋根があったものと考えられている。さらにこの施設は経典を保管するために使われた経蔵として利用されたとも考えられている。

## ピマーイ国立博物館
ピマーイ遺跡の出土品は、ピマーイの町外れにあるピマーイ国立博物館に多く展示されている。2階建ての博物館で、クメール遺跡のレリーフや彫刻などの出土品が数多く展示されている。屋外展示もある。